# Солон
Солон (640—558. п. н. е.) је био атински законодавац, један од седам мудраца Грчке. Остао је упамћен по томе што је подигао национални дух Атињана, ублажио невоље сиромашних грађана и на тај начин створио извесну хармонију у држави, којој је дао либералнији устав и након тога отпутовао из Атине да би грађанима оставио могућност да се ти закони испробају.

## Увод
Крајем 7. и почетком 6. века п. н. е. борба између атинског демоса и еупатрида достигла је изузетну оштрину. „Већина народа“, пише Аристотел у Атинском уставу, „била је подјармљена од стране малог броја људи и народ се бунио против племства. Буна је била снажна и дуго су времена водили борбу једни против других“. Управо у то време на политичку позорницу ступа Солон, за чије је име везано спровођење веома важних реформи. Солон је иза себе оставио врло видљив траг у античкој грчкој историографији. Он је у антици био познат не само као политичар, већ и као песник. Солонове елегије, од којих су многе сачуване, са својим политички актуелним тенденцијама уживале су велику популарност, па су их цитирали многи антички писци.
Године 594. п. н. е. Солон је био изабран за архонта и добио је специјална овлашћења као аисимнет. Према Аристотелу, обе завађене стране у полису виделе су у Солону потенцијалног заступника својих интереса и погодног кандидата за састављање новог законодавства. „По свом пореклу и по популарности коју је уживао“, каже Аристотел, „Солон је спадао међу прве људе у држави, али по свом имовном стању и начину живота спадао је међу средње“.
Карактеристично је Плутархово казивање о околностима које су пратиле Солоново ступање на политичку позорницу Атине. „Дуг је и несрећан био рат који су Атињани водили с Мегаранима око поседа острва Саламине. Кад су се напослетку умирили, донесу закон по коме нико, ни писмено ни усмено, не сме предложити да се осваја то острво, иначе ће бити кажњен смрћу“ (Плутарх). Међутим, без обзира на закон, Солон је одлучио да позове грађане у поновни рат против Мегаре за освајање Саламине. Тај свој позив изразио је једном нарочитом елегијом коју је прочитао с камена – трибине. На његове суграђане је елегија деловала тако снажно да су они издејствовали укидање тог закона и изабрали Солона за вођу у походу на Саламину. Та је борба завршена освајањем Саламине, која је од тада заувек постала атинска. Тиме је Солонов ауторитет изузетно порастао, што му је омогућило да се стави на чело присталица програма великих реформи.
Најважније од тих реформи састојале су се у сисахтеји („скидању терета“), укидању дужничког ропства, завођењу имовинског цензуса као основног критеријума при одређивању политичких права и дужности грађана, у закону о тестаментима и у низу других закона којима се стимулисао даљи развој економског живота Атике.

## Социјално-економске реформе
Прва од наведених мера — сисахтеја (од σείω = тресем и ἀχθός = терет) дуго је била предмет бројних расправа, како међу модерним тако и међу античким ауторима. Солон је укинуо све „дугове“. Он је такође укинуо институцију дужничког ропства, те је са земљишних парцела уклонио каменове (хорои) који су означавали неку врсту обавезе. Овај чин уклањања каменова био је знак да је он „ослободио црну земљу“. Људи чије су земљиште обележавали ови хорои звали су се „шестинари“ (ἑκτεμοροί), јер су морали једну шестину рода да предају неколицини богаташа, према којима су на неки начин били задужени. Солонова реформа је била како ретроспективна тако и прогресивна: он је у Атику вратио људе који су били продати у ропство и боравећи у иностранству већ заборавили атички језик.
Дужничко ропство је била необична појава за време у коме су живели Аристотел или Плутарх (мада тај концепт никада није у потпуности нестао у антици), па су они погрешно разумели природу дуга или обавезе коју су означавали хорои. Они нису били једини који су сматрали да је ситуација збуњујућа. Модерним испитивачима деловало је чудно да немогућност да се врати дуг сама по себи резултовала губитком личне слободе. Стога су извели хипотезу да се земља у архајској Грчкој сматрала строго неотуђивом, те стога није могла бити гаранција за зајам. Једино је личност дужника и чланова његове породице могла да послужи као таква гаранција. Ова општа теорија је, међутим, постала озбиљно угрожена када је напуштено гледиште да је земља у архајској Грчкој заиста била неотуђива.
Мора се, дакле, пронаћи неки други приступ овом питању, а он се може наћи у уверљивој тврдњи да је оно што је Солон укинуо било нешто у основи другачије од обичног дуга. Заправо, „шестинарство“ је представљало неку врсту првобитно добровољног обостраног споразума, којим је сиромах давао своју радну снагу богаташу, препуштао му једну шестину рода и симболички признавао своју подређеност допуштењем да се на земљи постави хорос. Заузврат, богаташ је можда обезбеђивао физичку заштиту. Ово би се историјски могло датирати у тзв. мрачно доба, пуно насиља и несигурности, када је Атика била поново насељавана, те је постојала опасност од крадљиваца стоке, гусара (ниједно место у Атици није далеко од мора) или једноставно од похлепних суседа. Алтернативно, шестинарство је можда једноставно представљало уговорну основу по којој су моћни људи давали земљу сељацима на обраду током 9. и 8. века старе ере, када се Атика опорављала од претходног периода током којег је знатно осиромашила. У 7. веку, међутим, као резултат контакта са елегантним, богатим и софистицираним новим световима преко мора, у Атици се отворио простор за богаћење на један потпуно нов начин — кроз концентрацију племенитих метала. Ово је произвело још веће контрасте између богатих и сиромашних, те је пружило мотив да се „уновчи“ вредност сељака који није испунио своје обавезе према богаташу. Са своје стране, тај сељак је можда осећао да његов низак социјални статус, некада прихватљив или неизбежан, више није одговарао његовој војној улози у новом добу хоплитске војске. Тако је Солоново укидање шестинарства педстављало како социјалну и политичку, тако и економску промену.
У сваком случају, сисахтеја је представљала укидање дугова (или шестинарства) једном за свагда и притом очигледно само оних за које је залагана земља. Што се тиче дужничког ропства, оно је стварно било укинуто заувек. Касније, у време после Солона, дужник је гарантовао зајмодавцу својом имовином, али не слободом своје личности и чланова своје породице.
Главни захтев сељака — поновну расподелу земље — Солон не само да није испунио, већ га није ни узео као свој задатак. Таква политика компромиса створила је могућност за даљу концентрацију земљишних поседа у рукама крупних земљопоседника. Анулирање дугова и укидање дужничког ропства спроведени су на рачун старе родовске аристократије. Стара родовска својина, на којој се заснивао земљопосед аристократа, морала је постепено уступити место индивидуалној својини. У том је смислу карактеристична измена коју је Солон унео у постојеће наследно право. Пре Солона, имовина човека умрлог без законитих наследника прелазила је на род или фратрију којој је припадао. Сада је било уведено право слободног завештања, по коме се имовина могла оставити тестаментом некоме ко није био члан рода умрлог.
Солонови закони предвиђали су низ мера чији је циљ био стимулисање привредне делатности Атињана. На пример, задржан је Драконов закон против беспосличења, али је ублажена казна за његово кршење: смртна казна замењена је атимијом (одузимањем грађанских права) и новчаном казном.
Солоновим законима забрањен је такође и извоз жита из Атике, док се извоз маслиновог уља стимулисао. У циљу унапређења атинске трговине спроведена је новчана реформа и заведен нови систем мера и тегова. Пре тога, Атина се служила тзв. фидоновским системом мера и тегова, те егинским монетарним системом. Међутим, у 6. веку еубејски монетарни систем и систем тегова захватио је нешто шире пространство. Зато је Атина тада прихватила систем мера и тегова који је био близак еубејском систему. По еубејском систему 100 драхми је вредело колико пре 73 драхме. Поред трговачког, за ову су промену постојали и политички мотиви: Атина се удаљила од њој непријатељских градова Егине и Мегаре, а отворила је својој трговини пут у халкидске и коринтске колоније у Италији и на Сицилији.
Закони су оштро наступили против сваког луксуза и непродуктивних трошкова. Налагало се смањење трошкова за сахране; раскошне и скупе сахране и жртвовање волова у част умрлог били су забрањени законом. Такође је било забрањено да се граде гробнице скупље од оних које би десет људи могли да саграде у току три дана. Ово је било учињено како да се спречи тенденција ка сувишном луксузу, тако и да се родовским аристократима не би пружила шанса да свој ауторитет и престиж показују кроз раскошне обреде у обављању старинског погребног култа.

## Политичке реформе
Једна од најважнијих реформи везаних за Слоново име представља тзв. цензовска или тимократска реформа. У складу с том реформом, све слободно атичко становништво, осим метека, подељено је на четири класе према висини прихода и без обзира на порекло:
1. пентакосиомедимни, који су са својих поседа добијали 500 медимна производа, како чврстих (жито), тако и течних (вино, маслиново уље);
2. хипеји, који су имали 300 медимна;
3. зеугити, који су имали 200 медимна;
4. тети, чији је приход био испод 200 медимна или су били потпуно без прихода.

Изгледа да су ти цензовски разреди постојали и раније и да су били формирани у вези са опорезивањем становништва по наукраријама, али су тек код Солона добили политички значај.
У складу са значајем земљорадње, која је још увек превладавала, и са снажним остацима натуралних односа, ова подела је била заснована на натуралним приходима са земље. Могуће је да је већ Солон, одређујући границе цензовских класа, сврставао у те категорије и људе који нису имали земљишни посед, јер би у противном знатан број припадника трговачког и занатлијског слоја становништва био лишен могућности да активно учествује у политичком животу земље.
Подела становништва на имовинске разреде (поред које је очувана и основна подела на четири филе са по три фратрије и по дванаест наукрарија у свакој фили) представљала је такође основу за распоред војних дужности грађана. Пентакосиомедимни су за време рата морали да о свом трошку дају разноврсно снабдевање, хипеји су служили као коњаници, зеугити су представљали пешадију (хоплити) и били наоружани тешком опремом о свом трошку, док су тети чинили лако наоружану пешадију (гимнети), а такође су служили у морнарици.
Иста имовинска подела грађана служила је и као основа за одређивање њихових политичких права: пентакосиомедимни и хипеји располагали су пуним активним и пасивним бирачким правом, тј. могли су да бирају и буду бирани у све органе атинске државе; зеугити су били ограничени у свом пасивном праву, тј. нису могли бити бирани за архонте, па нису могли постати ни чланови ареопага; тети су имали само активно право, тј. могли су да бирају, али нису могли да буду бирани.
Ареопаг је и даље имао функцију главног судског органа за кривична дела, те је вршио општу контролу над свим осталим атинским органима. Ареопаг, који се попуњавао из редова бивших архоната, увођењем система избора архоната на основу цензуса, знатно је изменио свој ранији састав и карактер. Ареопаг више није учествовао у непосредној управи. Његове функције прешле су делом на народну скупштину, а делом на веће од 400 лица (буле), које је увео Солон. Формирање овог већа још је чувало елементе старог родовског уређења, јер је у њега бирано по стотину људи из сваке од четири филе. У систем нове управе, коју је завео Солон, улазила су и службена лица. Аристотел спомиње архонте, благајнике, полете (који су касније управљали издавањем државне имовине под закуп), колакрета (финансијска дужност која је постојала и пре Солона — првобитно су то били помоћници при приношењу жртава) и колегијум од једанаест тамничара. Наукрари су сачували своје раније функције. Изгледа да су наукрарије за време Солона представљале главне финансијске органе, који примају разне уплате и врше све исплате.
Солон је увео и народни суд, суд заклетих, хелијеја. Број чланова хелијеје у Солоново доба није нам познат, али знамо да су право учешћа у њој, као и у народној скупштини, имали сви грађани (укључујући и тете), под условом да су навршили тридесет година живота. Изгледа да је избор хелијаста вршен жребом. У надлежност хелијеје спадало је примање рачуна које су полагала службена лица по навршеном року своје службе, те претресање (по праву жалбе) судских одлука које су изрекла службена лица, а које су се односиле како на преступе због физичког насиља и наношења материјалне штете, тако и на преступе у вези са разним обавезама. Хелијеја је имала право да раскида државне и приватне уговоре. У њену надлежност једино нису спадала суђења за тешки криминал, што је и даље остало у надлежности ареопага. Одлуке хелијеје имале су коначну, извршну снагу.
Завођењем имовинског цензуса уништене су политичке привилегије еупатрида. При додељивању службених дужности, главну улогу није имао углед рода, већ имовинско стање; тако је сада приступ у управу био отворен за имућне људе који потичу из демоса.

## Значај реформи
Солон је готово био тиранин, али не сасвим. За уобичајеног грчког тиранина везивала се прерасподела земље и укидање дугова, али је то везивање у великој мери било ствар перцепције, јер је целовита прерасподела земље изузетно ретка у грчкој историји. Солон јесте укинуо дугове. Он је такође прерасподелио земљу, тако што су некадашњи хектеморои сада у потпуности контролисали земљу коју су раније обрађивали готово као кметови или чак робови. Он, међутим, није прерасподелио читаву земљу, јер је богаташима оставио њихове велике земљишне поседе. У овоме се Солонова владавина разликовала од тираније. Разлика је била и у томе што се реч „тиранија“ једноставно избегавала. Пошто је увео нове законе, Солон је једноставно нестао, уместо да је остао да надзире спровођење својих закона. То је била несрећна околност за бивше „шестинаре“, којима је помоћ и подршка била изузетно потребна током првих година. Било је уобичајено да сељак који је тек добио сопствени комад земље отпочне узгој маслина, што је била основна пољопривредна активност у Атици. Међутим, потребно је да прође целих двадесет година пре него што маслињаци почну да доносе плод. Такви сељаци тешко да су могли да траже милостињу од својих бивших господара, чије је богатство и привилегије Солон био смањио. Уместо тога, они су спас потражили у правом тиранину, Пизистрату.